# 郭汝琢
郭汝琢（1951年2月—），男，北京人，中华人民共和国政治人物，曾任中共青海省委组织部常务副部长，青海省人大常委会副主任。